# Lametasaurus
Lametasaurus is een geslacht, mogelijk van plantenetende dinosauriërs, dat tijdens het late Krijt leefde in het gebied van het huidige India. Het is niet bekend om wat voor dinosauriër het precies gaat. De enige benoemde soort is Lametasaurus indicus.
Tussen oktober 1917 en begin 1919 voerde de Brit Charles Alfred Matley opgravingen uit bij Bara Simla nabij Jabalpur in lagen van de Lametaformatie die dateert uit het Maastrichtien. In 1921 meldde hij uit het zogenaamde Carnosaur Bed het voorkomen van twee soorten megalosauriërs. In 1923/1924 benoemde Matley de typesoort Lametasaurus indicus op basis van een gedeelte van dit materiaal. Matley was op dat moment in Jamaica; het artikel werd in feite in de winter van 1924 gepubliceerd, op voordracht van Charles William Andrews, maar in het jaarboek van de Geological Survey of India voor 1923. De geslachtsnaam verwijst naar de formatie, de soortaanduiding naar India. De fossielen omvatten een heiligbeen met minstens vijf sacrale wervels, de darmbeenderen van een bekken, een scheenbeen, een groot aantal kleine beenschubben en tanden. Het werd geschat dat tijdens de opgraving zo'n vijfduizend schubben blootgelegd waren. Het darmbeen was zeer robuust waarbij zowel het voorblad als het achterblad zijwaarts en bijna horizontaal gedraaid waren. Ook het scheenbeen was robuust. Matley meende nu dat het voor wat betreft deze botten niet om een roofsauriër maar om een gepantserde dinosauriër ging, een lid van de Stegosauria, welke groep indertijd ook de Ankylosauria omvatte; in 1922 dacht Matley nog dat het een stegosauriër in de moderne zin was, die hij overwoog te benoemen als een soort van Omosaurus. In 1933 beschreef Matley samen met Friedrich von Huene aanvullend materiaal dat ze aan Lametasaurus toeschreven, specimen AMNH 1959 opgegraven voor het American Museum of Natural History door Barnum Brown, dat ze zagen als een aanwijzing dat het dier een staartknots droeg; later werd aangetoond dat het ging om een grote osteoderm.
In 1935 echter, toonde Dhirendra Kishore Chakravarti aan dat het taxon een chimaera betrof, een mengeling van botten die aan verschillende soorten toebehoorden. De achterste ledematen zouden van een theropode zijn, de tanden van een krokodil, de beenschubben van weer een ander dier, vermoedelijk een sauropode. In 1964 koos Alick Walker de beenschubben als lectotype: de tanden en achterste ledematen werden zo uit het typemateriaal verwijderd. Walker suggereerde dat een hersenpan die aan Indosuchus was toegewezen, specimen K 20/350, aan Lametasaurus toebehoorde maar kon daarvoor geen ondersteunend bewijs aandragen. In de jaren zestig werd de soort meestal bij de Nodosauridae ondergebracht. Tegenwoordig is echter verre van zeker aan wat voor een dier de schubben toebehoorden. Het is mogelijk dat dit een lid van de Thyreophora betreft maar het zou ook een soort uit de Titanosauridae kunnen zijn – met de osteodermen daarvan tonen ze de grootste uiterlijke gelijkenis – of zelfs uit de Crocodylomorpha, in welk laatste geval het dus niet om een dinosauriër zou gaan. Ook bestaat de kans dat de schubben van een abelisauride zijn en het helemaal niet om een chimaera ging. De resten van bekken en achterpoten, die dus in beginsel niet meer onder Lametasaurus vallen, behoren wellicht toe aan Rajasaurus. In analyses worden de achterste ledematen desalniettemin vaak informeel als "Lametasaurus" aangeduid. Horen de schubben en botten toch bij elkaar, en zijn die identiek aan Rajasaurus, dan is die naam een jonger synoniem van Lametasaurus; hetzelfde zou kunnen gelden voor Indosaurus. Een identificatie wordt bemoeilijkt doordat de fossielen zoek zijn en er is geen inventarisnummer. De naam wordt tegenwoordig als een nomen dubium beschouwd.